# アクラシア
アクラシアまたはアクラシアー（古代ギリシア語: ἀκρασία、英語: akrasia / acrasia）とは、古代ギリシア語で「自制心のなさ」「意志の弱さ」「悪い行為だと自覚しているのに手を染めてしまう心の傾向」を意味する単語。主に古代ギリシア哲学・現代哲学・倫理学の用語。アクラシア問題ともいう。 
平たく言えば、「わかっちゃいるけどやめられない」「悪いことと知りつつ、ついやってしまった」などの概念。依存症・衝動的犯罪・暴飲暴食・喫煙・怠惰などの一因。 

## 語源・訳語
「アクラシア」（ἀκρασία）の語源は、古代ギリシア語で「統制」「力」などを意味する名詞「クラトス」（κράτος）に、否定の接頭辞「ア」（ἀ-）を足した上で、抽象名詞化したもの。直訳は「無自制」「無抑制」（英語: incontinence）。対義語は「自制」「抑制」を意味する「エンクラテイア」または「節制」。 
現代の英語圏では、「意志の弱さ」（weakness of will）と言い換えられることが多い。そのほか、「アクラティックな行為」（akratic action）、「意志の弱い行為」（weak-willed action）という表現も使われる。 

## ギリシア哲学

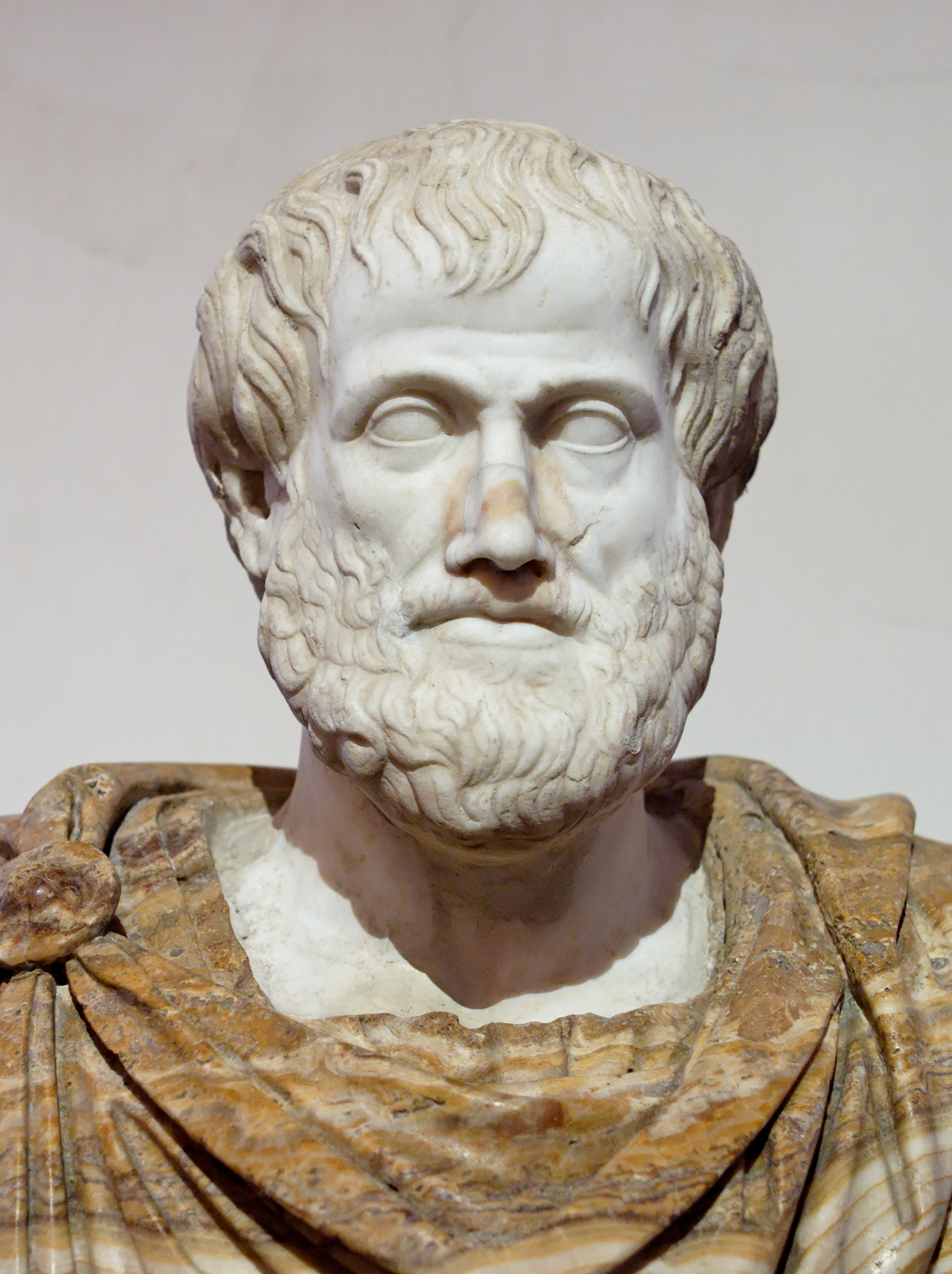
アリストテレス

「アクラシア」は、アリストテレスの『ニコマコス倫理学』で詳細に論じられる。その背景には、プラトン対話篇『プロタゴラス』における、ソクラテスの学説がある。 
ソクラテスは『プロタゴラス』のなかで、人間が悪い行為に手を染める原因について考察した。ソクラテスはそこで、ソクラテス式問答法の手法や「計量術」のアイデアによって考察した後、最終的な結論として、「人間が悪い行為をするのは、その行為が悪い行為であると知らないからである」すなわち「悪は無知から生まれる」のだと説いた。言い換えれば、「悪い行為を悪い行為だと知っている人間ならば、自発的に悪い行為に手を染めることは無いはずだ」とソクラテスは説いた。 
しかしながら、現実にはそのようなことはなく、悪い行為だと知りながらも手を染めてしまう事例、つまり「アクラシア」の事例が無数にある。そのような背景から、アリストテレスは『ニコマコス倫理学』のなかでアクラシアについて考察した。その際にアリストテレスは、現実の事例として酔っぱらいに対する刑罰のあり方などを論じている。ただし、アリストテレスが結局のところ何を主張していたかは、学者の間でも複数の解釈がある。

## ヘレニズム期
『新約聖書』では、コイネーの語彙として「アクラシア」が用いられている。具体的には二箇所で用いられており、一方は『マタイによる福音書』23:25で、イエスが偽善的な宗教家の特徴を述べる際に、もう一方は『コリントの信徒への手紙一』7:5で、パウロが夫婦の信徒の性生活のあり方について述べる際に、「アクラシア」が用いられている。また以上の二箇所以外にも、『ローマの信徒への手紙』7:15–25では、アクラシアにあたる心の現象について、神の律法と対立する心の罪なる法則として言及されている。   
インドのアショーカ王碑文の一つ「カンダハル碑文」（ギリシア語とアラム語で書かれている）にも、「アクラシア」が出てくる。   

## 中近世
トマス・アクィナスは、アクラシアの同義語にあたる「無抑制」（羅: incontinentia）について論じた。
16世紀イングランドの詩人、エドマンド・スペンサーの『妖精の女王』第2巻では、アクラシア（英語読み: アクレイジア）が擬人化されて登場する。アクレイジアは、ギリシア神話の魔女キルケーのように、人間の男たちを動物に変えてしまう魔女として描かれており、最終的に節制の騎士ガイアンによって征伐されてしまう。後世、そのような魔女アクレイジアをめぐっては、ベルギー象徴派の画家、フェルナン・クノップフが1892年に裸婦画として描いている。また、現代の文芸評論家で新歴史主義の旗手として知られるスティーヴン・グリーンブラットは、ルネサンス期における「紳士」の形成という観点から、スペンサーによるアクレイジアの表象について詳細に論じている。

## 現代
「アクラシア」は、現代哲学・倫理学においても論じられる。具体的には、行為論（行為の哲学）、自由意志、非合理性、実践的推論などを文脈として論じられる。またはそれに加えて、徳倫理学や古代哲学研究によるアリストテレス・リバイバルを文脈として論じられる。 
アクラシアを論じた現代の哲学者として、1970年代ごろのドナルド・デイヴィッドソン、1980年以降のアメリー・ローティらがいる。 
あるいは哲学よりも社会心理学などで、「セルフコントロール」「自我消耗」「先延ばし」についての研究が進められている。